# Nitty Gritty Dirt Band

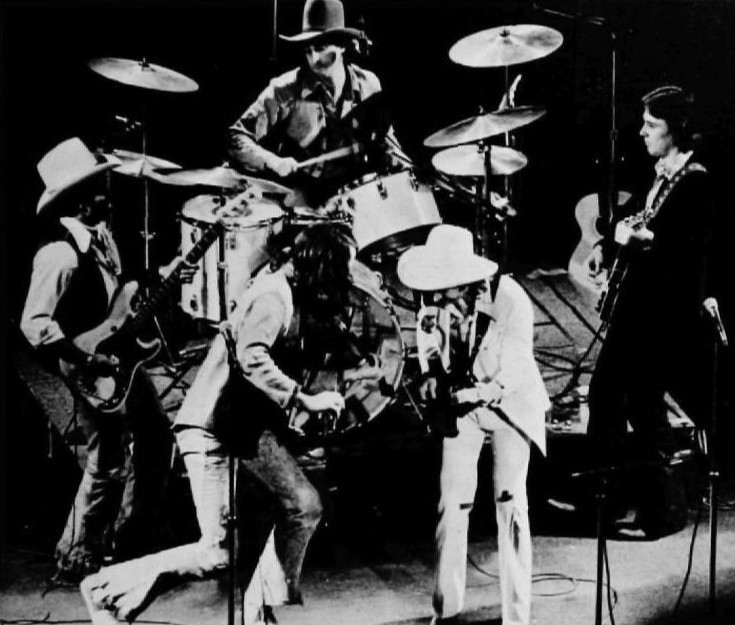
Nitty Gritty Dirt Band (1976)

Die Nitty Gritty Dirt Band ist eine US-amerikanische Country-Rock-Band, die 1966 gegründet wurde und mehr als 30 Alben veröffentlicht hat. Sie wurde viermal mit einem Grammy Award ausgezeichnet. Ihre Musik enthält neben Country- auch Folk-Rock- und Pop-Elemente. 

## Anfänge
Im Mai 1966 trafen sich Jeff Hanna, Bruce Kunkel, Jimmie Fadden, Jackson Browne, Les Thompson und Ralph Barr regelmäßig in McCabe’s Guitar Shop in Long Beach in Kalifornien und beschlossen, eine Band zu gründen. Nach einigen Liveauftritten erhielt die Band einen Plattenvertrag; die Debüt-LP Nitty Gritty Dirt Band und die Nachfolge-LP Ricochet erschienen 1967; die Singleauskopplung Buy for Me the Rain schaffte es in die US-Top-40 der Pop-Charts. Die Band trat erstmals in der Tonight Show von Johnny Carson auf.

## Karriere
Von 1967 bis 1968 nahm die Band die Alben Rare Junk und Alive auf und lebte für vier Monate im Whitman National Forest in Oregon, um bei den Dreharbeiten für den Western Westwärts zieht der Wind mit Clint Eastwood und Lee Marvin mitzuwirken. Sie hatten als Vorgruppe von Bill Cosby Auftritte in der Carnegie Hall und hielten mit Dizzy Gillespie Jamsessions ab.
1969 ging die Band nach Colorado, um die Alben Uncle Charlie (1970) und All the Good Times (1971) aufzunehmen. Statt Barr, Kunkel und Browne waren nun John McEuen und Jimmy Ibbotson mit an Bord. Die ausgekoppelte Single Mr. Bojangles konnte sich in den Top-10 der Pop-Charts platzieren.

### Will the Circle Be Unbroken
1971 wagte die Nitty Gritty Dirt Band den Schritt weg vom Folk-Rock und begab sich zu einer Aufnahmesession nach Nashville. Die dortige Country-Musik-Industrie sperrte sich zunächst gegen ihren Versuch, den traditionellen Akustikklang mit Rockelementen zu mischen. Die Band verzichtete schließlich auf elektrische Instrumente und lud zahlreiche namhafte Bluegrass- und Country-Künstler wie Earl Scruggs, Maybelle Carter, Merle Travis und Roy Acuff als Gastmusiker ein. In sechs Tagen nahmen sie 33 Stücke auf, die 1972 auf der Dreifach-LP Will the Circle Be Unbroken erschienen. Trotz seines Umfangs wurde das Album zum Bestseller, für zwei Grammys nominiert und mit Platin ausgezeichnet. Einen Grund für den Erfolg sah Multi-Instrumentalist John McEuen hierin: „With the 'Circle' album, there was no comment about Republicans or Democrats or hippies or rednecks or longhairs or the Vietnam War. None of that came into play; the album was simply a reflection of real good parts of Americana“, wie er 30 Jahre später bei der Veröffentlichung der Jubiläumsausgabe des Albums erzählte. Die Band ging auf Tournee, unter anderem in Japan.
In der ersten Hälfte der 1970er Jahre veröffentlichte sie weitere Alben; ihre Fans stammen aus verschiedensten Bereichen: 1974 spielte die Gruppe auf einem Bluegrass-Festival, bevor sie am nächsten Tag im Vorprogramm der Rockband Aerosmith auftrat. 1977 durfte die Nitty Gritty Dirt Band als erste US-Band in der Sowjetunion auftreten. Ein Mitschnitt ihrer 30-tägigen Tour wurde im dortigen Staatsfernsehen von geschätzt 145 Millionen Zuschauern verfolgt.
1977 stieß Pianist Bob Carpenter zur The Dirt Band, wie sie sich zwischenzeitlich nannte, deren Besetzung sich im Laufe der Jahre immer wieder leicht geändert hat. Der Sound ging nun deutlich in Richtung Country-Pop, wie der Song American Dream mit Linda Ronstadt aus dem Jahr 1979, der auf Platz 13 der Pop-Charts landete. Sie veröffentlichte weiterhin regelmäßig Alben, machte aber eher mit Liveauftritten, etwa bei der Eröffnungsfeier der Olympischen Spiele 1984 in Los Angeles oder bei ihrer zweiten UdSSR-Tour ein Jahr später von sich reden.

### Weitere Charterfolge
1985 hatte die Band mit Long Hard Road ihren ersten Nummer-eins-Titel in den Country-Charts, 1986 verließ John McEuen die Band, und 1987 stieß das ehemalige Eagles-Mitglied Bernie Leadon zu ihr. Die Gruppe, die inzwischen wieder zu ihrem ursprünglichen Bandnamen zurückgekehrt war, veröffentlichte ihre 19. LP Hold On mit den beiden Nummer-eins-Singles Fishin' in the Dark und Baby's Got a Hold on Me. Es folgten erneut zahlreiche Fernsehauftritte und eine Europatournee. Auch die nächste LP Workin' Band enthielt drei Top-10-Singles.

### Will the Circle Be Unbroken, Vol. II und III
1989 kehrte die Band nach Nashville zurück, um mit Hanna, Fadden, Ibbotson und Carpenter das Album Will the Circle Be Unbroken, Vol. II aufzunehmen. Zu den ursprünglichen Gastmusikern stießen noch andere wie Johnny Cash, Bruce Hornsby, John Hiatt, Roger McGuinn und Emmylou Harris. Das Album wurde nicht nur kommerziell erfolgreich, sondern brachte der Band auch zwei Grammys und den Country Music Award für das „Album des Jahres“ ein. In den 1990er Jahren blieb die Band der Country-Musik treu, tingelte durch die USA und veröffentlichte weitere Platten. In den späten 90ern machte die Nitty Gritty Dirt Band eine ausgedehnte Tour durch Kanada, Japan und Europa.
Der Erfolg des Soundtracks zum Film O Brother, Where Art Thou? – Eine Mississippi-Odyssee führte im Jahr 2000 erneut zu großer Nachfrage nach ihrem ersten 'Circles'-Album. Nach dem Re-Mastering der Originalaufnahmen kehrte Gründungsmitglied John McEuen 2001 nach 14 Jahren zu seinen Kollegen zurück, und 2002 produzierten sie das Album Will The Circle Be Unbroken, Vol. III.

### Gegenwart
Ende 2004 verließ Jimmy Ibbotson die Band, und im selben Jahr veröffentlichte die Gruppe mit dem Album Welcome to Woody Creek ihr erstes Studioalbum nach fünf Jahren. 2005 erhielt die Gruppe einen Grammy für das beste Country-Instrumentalstück Earl's Breakdown.
2005 steuerte die Band den Song Soldier's Joy für die Benefit-CD Too Many Years zur Unterstützung von Clear Path International bei, einer Initiative gegen den Einsatz von Landminen und zur Unterstützung der Opfer. Im Oktober 2006 wurde die Gruppe von der International Entertainment Buyers Association zum 40-jährigen Bestehen geehrt. 2009 erschien das Album Speed of Life, mit dem die Band im November desselben Jahres auf Tournee ging.
Im September 2015 nahmen Hanna, Fadden, Carpenter und McEuen die Jubiläums-CD/DVD Circlin' Back - Celebrating 50 Years live im Ryman Auditorium in Nashville auf. Bei der Show traten unter anderem Vince Gill, Jerry Jeff Walker, Alison Krauss, Rodney Crowell sowie die ehemaligen Dirt-Band-Mitglieder Jackson Browne und Jimmy Ibbotson auf. Das Album erschien 2016 zum 50-jährigen Bestehen der Band und erreichte Platz eins in den US-Bluegrass-Charts. Im November 2017 gab John McEuen erneut seinen Ausstieg aus der Band bekannt.

## Diskografie

### Studioalben
| Jahr | Titel Musiklabel Katalog-Nr.                                | Höchstplatzierung, Gesamtwochen, AuszeichnungChartplatzierungen (Jahr, Titel, Musiklabel Katalog-Nr., Platzierungen, Wochen, Auszeichnungen, Anmerkungen) | Höchstplatzierung, Gesamtwochen, AuszeichnungChartplatzierungen (Jahr, Titel, Musiklabel Katalog-Nr., Platzierungen, Wochen, Auszeichnungen, Anmerkungen) | Anmerkungen         |
| Jahr | Titel Musiklabel Katalog-Nr.                                | US | Country | Anmerkungen         |
| ---- | ----------------------------------------------------------- | --- | --- | ------------------- |
| 1967 | The Nitty Gritty Dirt Band Liberty 7501                     | US151 (8 Wo.)US | — |                     |
| 1967 | Ricochet Liberty                                            | — | — |                     |
| 1968 | Rare Junk Liberty                                           | — | — |                     |
| 1970 | Uncle Charlie & His Dog Teddy Liberty 7642                  | US66 (32 Wo.)US | — |                     |
| 1971 | All the Good Times United Artists 5553                      | US162 (10 Wo.)US | — |                     |
| 1972 | Will the Circle Be Unbroken United Artists 9801 [3]         | US68 Platin · (32 Wo.)US | Country4 (22 Wo.)Country | Grammy Hall of Fame |
| 1975 | Dream United Artists 469                                    | US66 (9 Wo.)US | — |                     |
| 1978 | The Dirt Band United Artists 854                            | US163 (6 Wo.)US | — | als The Dirt Band   |
| 1979 | An American Dream United Artists 974                        | US76 (14 Wo.)US | — | als The Dirt Band   |
| 1980 | Make a Little Magic United Artists 1042                     | US62 (16 Wo.)US | — | als The Dirt Band   |
| 1981 | Jealousy Liberty 1106                                       | US102 (9 Wo.)US | — | als The Dirt Band   |
| 1983 | Let’s Go Liberty                                            | — | Country26 (31 Wo.)Country |                     |
| 1984 | Plain Dirt Fashion Warner Bros.                             | — | Country8 (50 Wo.)Country |                     |
| 1985 | Partners, Brothers and Friends Warner Bros.                 | — | Country9 (46 Wo.)Country |                     |
| 1987 | Hold On Warner Bros.                                        | — | Country14 (54 Wo.)Country |                     |
| 1988 | Workin’ Band Warner Bros.                                   | — | Country33 (18 Wo.)Country |                     |
| 1989 | Will the Circle Be Unbroken: Volume Two Universal 12500 [2] | US95 (12 Wo.)US | Country5 (53 Wo.)Country |                     |
| 1990 | The Rest of the Dream MCA                                   | — | Country53 (16 Wo.)Country |                     |
| 1992 | Not Fade Away Liberty                                       | — | — |                     |
| 1994 | Acoustic Liberty                                            | — | — |                     |
| 1997 | The Christmas Album Rising Tide                             | — | — |                     |
| 1999 | Bang, Bang, Bang DreamWorks                                 | — | — |                     |
| 2002 | Will the Circle Be Unbroken: Volume Three Capitol 40177 [2] | US134 (5 Wo.)US | Country18 (28 Wo.)Country |                     |
| 2004 | Welcome to Woody Creek Dualtone                             | — | — |                     |
| 2009 | Speed of Life NGDB                                          | — | Country59 (4 Wo.)Country |                     |
| 2017 | Anthology Capitol                                           | — | — |                     |

### Livealben
| Jahr | Titel Musiklabel                                  | Höchstplatzierung, Gesamtwochen, AuszeichnungChartplatzierungen (Jahr, Titel, Musiklabel, Platzierungen, Wochen, Auszeichnungen, Anmerkungen) | Höchstplatzierung, Gesamtwochen, AuszeichnungChartplatzierungen (Jahr, Titel, Musiklabel, Platzierungen, Wochen, Auszeichnungen, Anmerkungen) | Anmerkungen |
| Jahr | Titel Musiklabel                                  | US | Country | Anmerkungen |
| ---- | ------------------------------------------------- | --- | --- | ----------- |
| 1974 | Stars & Stripes Forever United Artists 184 [2]    | US28 (21 Wo.)US | Country32 (11 Wo.)Country |             |
| 1991 | Live Two Five Capitol                             | — | Country50 (7 Wo.)Country |             |
| 2016 | Circlin’ Back – Celebrating 50 Years Warner Bros. | — | Country11 (4 Wo.)Country |             |

Weitere Livealben
- 1969: Alive

### Kompilationen
| Jahr | Titel Musiklabel                             | Höchstplatzierung, Gesamtwochen, AuszeichnungChartplatzierungen (Jahr, Titel, Musiklabel, Platzierungen, Wochen, Auszeichnungen, Anmerkungen) | Höchstplatzierung, Gesamtwochen, AuszeichnungChartplatzierungen (Jahr, Titel, Musiklabel, Platzierungen, Wochen, Auszeichnungen, Anmerkungen) | Anmerkungen |
| Jahr | Titel Musiklabel                             | US | Country | Anmerkungen |
| ---- | -------------------------------------------- | --- | --- | ----------- |
| 1976 | Dirt, Silver and Gold United Artists 670 [3] | US77 (13 Wo.)US | Country28 (7 Wo.)Country |             |
| 1986 | Twenty Years of Dirt Warner Bros.            | US— PlatinUS | Country10 (40 Wo.)Country |             |
| 1989 | More Great Dirt Warner Bros.                 | US— GoldUS | Country38 (15 Wo.)Country |             |

Weitere Kompilationen
- 1990: Greatest Hits (Gold)

### Singles
| Jahr | Titel Album                                                       | Höchstplatzierung, Gesamtwochen, AuszeichnungChartplatzierungen (Jahr, Titel, Album, Platzierungen, Wochen, Auszeichnungen, Anmerkungen) | Höchstplatzierung, Gesamtwochen, AuszeichnungChartplatzierungen (Jahr, Titel, Album, Platzierungen, Wochen, Auszeichnungen, Anmerkungen) | Höchstplatzierung, Gesamtwochen, AuszeichnungChartplatzierungen (Jahr, Titel, Album, Platzierungen, Wochen, Auszeichnungen, Anmerkungen) | Anmerkungen                                        |
| Jahr | Titel Album                                                       | AT | US | Country | Anmerkungen                                        |
| ---- | ----------------------------------------------------------------- | --- | --- | --- | -------------------------------------------------- |
| 1967 | Buy for Me the Rain The Nitty Gritty Dirt Band                    | — | US45 (7 Wo.)US | — |                                                    |
| 1970 | Mr. Bojangles Uncle Charlie & His Dog Teddy                       | — | US9 (19 Wo.)US | — | Autor: Jerry Jeff Walker                           |
| 1971 | House at Pooh Corner Uncle Charlie & His Dog Teddy                | — | US53 (13 Wo.)US | — | Autor: Kenny Loggins                               |
| 1971 | Some of Shelly’s Blues Uncle Charlie & His Dog Teddy              | — | US64 (8 Wo.)US | — | Autor: Michael Nesmith; Erstveröffentlichung: 1969 |
| 1971 | I Saw the Light Will the Circle Be Unbroken                       | — | — | Country56 (6 Wo.)Country | mit Roy Acuff                                      |
| 1972 | Jambalaya (On the Bayou) All the Good Times                       | — | US84 (3 Wo.)US | — | Original/Autor: Hank Williams (1952)               |
| 1973 | Grand Ole Opry Song Will the Circle Be Unbroken                   | — | — | Country97 (2 Wo.)Country | mit Jimmy Martin                                   |
| 1974 | Battle of New Orleans Stars & Stripes Forever                     | — | US72 (4 Wo.)US | — | Autor: Jimmie Driftwood                            |
| 1975 | (All I Have to Do Is) Dream Dream                                 | — | US66 (6 Wo.)US | Country79 (7 Wo.)Country | Original: Everly Brothers (1958)                   |
| 1978 | In for the Night The Dirt Band                                    | — | US86 (3 Wo.)US | — | als The Dirt Band                                  |
| 1979 | An American Dream                                                 | AT12 (8 Wo.)AT | US13 (19 Wo.)US | — | als The Dirt Band; mit Linda Ronstadt              |
| 1980 | Make a Little Magic                                               | — | US25 (16 Wo.)US | — | als The Dirt Band; mit Nicolette Larson            |
| 1981 | Fire in the Sky Jealousy                                          | — | US76 (4 Wo.)US | Country7 (20 Wo.)Country | als The Dirt Band erst 1987 in den Countrycharts   |
| 1983 | Shot Full of Love Let’s Go                                        | — | — | Country19 (18 Wo.)Country |                                                    |
| 1983 | Dance Little Jean Let’s Go                                        | — | — | Country9 (23 Wo.)Country |                                                    |
| 1983 | Colorado Christmas A Christmas Tradition                          | — | — | Country93 (2 Wo.)Country |                                                    |
| 1984 | Long Hard Road (The Sharecropper’s Dream) Plain Dirt Fashion      | — | — | Country1 (20 Wo.)Country |                                                    |
| 1984 | I Love Only You Plain Dirt Fashion                                | — | — | Country3 (24 Wo.)Country |                                                    |
| 1985 | High Horse Plain Dirt Fashion                                     | — | — | Country2 (20 Wo.)Country |                                                    |
| 1985 | Modern Day Romance Partners, Brothers and Friends                 | — | — | Country1 (21 Wo.)Country |                                                    |
| 1985 | Home Again in My Heart Partners, Brothers and Friends             | — | — | Country3 (21 Wo.)Country |                                                    |
| 1986 | Partners, Brothers & Friends Partners, Brothers and Friends       | — | — | Country6 (19 Wo.)Country |                                                    |
| 1986 | Stand a Little Rain Twenty Years of Dirt                          | — | — | Country5 (21 Wo.)Country |                                                    |
| 1987 | Baby’s Got a Hold on Me Hold On                                   | — | — | Country2 (17 Wo.)Country |                                                    |
| 1987 | Fishin’ in the Dark Hold On                                       | — | US— PlatinUS | Country1 (23 Wo.)Country |                                                    |
| 1987 | Oh What a Love Hold On                                            | — | — | Country5 (22 Wo.)Country |                                                    |
| 1988 | Workin’ Man (Nowhere to Go) Workin’ Band                          | — | — | Country4 (18 Wo.)Country |                                                    |
| 1988 | I’ve Been Lookin’ Workin’ Band                                    | — | — | Country2 (22 Wo.)Country |                                                    |
| 1988 | Down That Road Tonight Workin’ Band                               | — | — | Country6 (20 Wo.)Country |                                                    |
| 1989 | Turn of the Century Will the Circle Be Unbroken: Volume Two       | — | — | Country27 (15 Wo.)Country |                                                    |
| 1989 | And so It Goes Will the Circle Be Unbroken: Volume Two            | — | — | Country14 (23 Wo.)Country |                                                    |
| 1989 | When It’s Gone Will the Circle Be Unbroken: Volume Two            | — | — | Country10 (26 Wo.)Country |                                                    |
| 1990 | One Step Over the Line Will the Circle Be Unbroken: Volume Two    | — | — | Country63 (6 Wo.)Country | mit Rosanne Cash & John Hiatt                      |
| 1990 | From Small Things (Big Things One Day Come) The Rest of the Dream | — | — | Country65 (9 Wo.)Country | Autor: Bruce Springsteen                           |
| 1990 | You Made Life Good Again The Rest of the Dream                    | — | — | Country60 (19 Wo.)Country |                                                    |
| 1992 | I Fought the Law Not Fade Away                                    | — | — | Country66 (3 Wo.)Country | Autor: Sonny Curtis                                |
| 1992 | One Good Love Not Fade Away                                       | — | — | Country74 (2 Wo.)Country |                                                    |
| 1998 | Bang Bang Bang Bang, Bang, Bang                                   | — | — | Country52 (14 Wo.)Country |                                                    |

grau schraffiert: keine Chartdaten aus diesem Jahr verfügbar
Weitere Singles
- 1967: Truly Right
- 1968: Collegiana
- 1969: Some of Shelly’s Blues
- 1970: Rave On
- 1972: Baltimore
- 1972: Jamaica (Say You Will)
- 1972: Honky Tonkin’
- 1973: Cosmic Cowboy – Part 1
- 1973: Tennessee Stud (mit Doc Watson)
- 1975: Mother of Love
- 1976: Jamaica Lady
- 1976: Mother Earth (Provides For Me)
- 1978: For A Little While
- 1979: In Her Eyes
- 1980: Badlands
- 1980: High School Yearbook
- 1981: Jealousy
- 1981: Too Close For Comfort
- 1990: The Rest of the Dream
- 1991: Cadillac Ranch
- 1993: Little Angel
- 1994: Cupid’s Got a Gun
- 1996: Maybe Baby

### Auszeichnungen für Musikverkäufe
| Goldene Schallplatte - Kanada - 1989: für das Album Will the Circle Be Unbroken: Volume Two |

Anmerkung: Auszeichnungen in Ländern aus den Charttabellen bzw. Chartboxen sind in ebendiesen zu finden.
| Land/RegionAuszeichnungen für Musikverkäufe (Land/Region, Auszeichnungen, Verkäufe, Quellen) | Gold     | Platin     | Verkäufe  | Quellen         |
| -------------------------------------------------------------------------------------------- | -------- | ---------- | --------- | --------------- |
| Kanada (MC)                                                                                  | Gold1    | —          | 50.000    | musiccanada.com |
| Vereinigte Staaten (RIAA)                                                                    | 2× Gold2 | 3× Platin3 | 4.000.000 | riaa.com        |
| Insgesamt                                                                                    | 3× Gold3 | 3× Platin3 |           |                 |

## Auszeichnungen
- 1989 — CMA-Award für „Will the Circle Be Unbroken Vol. II“ als „Album of the Year“[3]
- 1989 — Grammys für „Will The Circle Be Unbroken Vol. 2“ als „Best Country Collaboration with Vocals“ und „The Valley Road“ als „Best Bluegrass Recording“[4] und „Co-producing Best Country Instrumental“
- 2004 — Grammy für „Earl's Breakdown“ als „Best Country Instrumental“ (mit Earl Scruggs, Randy Scruggs, Jerry Douglas und Vassar Clements)[5]
- 2015 — Aufnahme in die Colorado Music Hall of Fame[6]